# Pennon de Lyon
Les Pennons désignaient, à Lyon au Moyen Âge, une organisation civile pour défendre la cité. Chaque quartier devait fournir un contingent d'hommes pour assurer notamment la garde de nuit de la ville (rues, remparts, portes, ports...) et la lutte contre les incendies.
Le contingent de chaque quartier se regroupait sous un pennon, type de drapeau de forme triangulaire, et était désigné sous le terme de « Pennonage ». Ex : Pennonage de la Grand-Côte, Pennonage des Terreaux...
Chaque année, la Compagnie des Pennons de Lyon organise une fête Renaissance pour célébrer les splendeurs de la Ville de Lyon à cette époque.

## Création et évolution

### Contexte
Au Moyen Âge, le pouvoir à Lyon est tenu par l'archevêque, en l'absence de pouvoir central fort à proximité, et de seigneur laïc puissant local. En 1157, l'empereur Frédéric Barberousse accorde à l'archevêque de Lyon, Primat des Gaules, ses droits souverains sur la ville (droit de justice, droit de battre monnaie, de lever des troupes, etc).
À partir du XIIe siècle, les marchands et bourgeois de Lyon demandent, comme d'autres communes environnantes, une certaine autonomie qui leur permettrait de se libérer du pouvoir féodal de l'archevêque. À partir de 1269, profitant de la vacance du siège archiépiscopal, les habitants de Lyon engagent la lutte contre leur seigneur ecclésiastique. Cette première révolte voit apparaître les premières formes d'organisations communales, les différents quartiers se regroupant sous un emblème, leur pennon.
Après d'autres révoltes infructueuses, les Lyonnais font finalement appel au roi Philippe IV le Bel qui, en 1292, prend Lyon sous sa protection. En 1312, le rattachement de Lyon au royaume de France est reconnu au Concile de Vienne, sans que l'empereur ne proteste. Le roi restitue à l'archevêque Pierre de Savoie une partie de sa juridiction en 1320 mais, dans le même temps, l'archevêque accorde aux habitants une charte communale, la charte Sapaudine, le 21 juin 1320.

### Officialisation
Les pennonages existent de fait dès l'affirmation des bourgeois lyonnais contre l'autorité de l'archevêque au XIIIe siècle et de droit par la charte Sapaudine passé entre l'archevêque et la municipalité, reconnaissant à cette dernière le droit de s'armer, d'avoir des chefs, de faire des rondes, et de garder les portes et leurs clefs. Le texte du traité, dans un souci de légitimation, affirme que ce droit existe depuis la fondation de la cité.
Le contingent de chaque quartier se regroupait sous une bannière, drapeau réservé primitivement aux chevaliers, et était désigné sous le terme de « Pennonage », souvent avec une bannière pour plusieurs pennons.
En 1363, il existe sept bannières : Saint-Paul, Palais Saint-Jean, Saint-Georges, Saint-Vincent, qui sont des bannières de quartier ; et celles de Guionet Chevrier, de Mathieu de Chaponay et de Péronin de Nièvre, qui sont des chefs militaires. En tout le nombre de pennons à cette époque est d'une vingtaine.

### Rôle sous l'Ancien Régime
Les Pennons sont l'organisation civique de base de Lyon avant la Révolution. Ils servent à organiser la milice bourgeoise, notamment la surveillance des portes. Il y a vingt-huit pennons (drapeaux de quartier) au Moyen Âge, mais leur nombre est mal connu, et semble se développer lentement. Les milices de chaque pennon sont organisées de manière hiérarchique, avec un pennonier qui a sous ses ordres un quartenier qui dirige lui-même des dizeniers.
Ces associations ont également un rôle important lors des fêtes civiques locales, des fêtes nationales (mariage royaux, naissances royales) ou des arrivées de personnages illustres.
En 1579, le gouverneur de Lyon réorganise les pennons, qui sont alors au nombre de 35. Le plus haut gradé, dans chaque pennonage, est alors le capitaine pennon. On trouve ensuite le lieutenant pennon, puis le capitaine enseigne (qui porte le pennon). À ses trois grades se rajoutent, en dessous, ceux de sergents et de caporaux.
En 1746, à la suite d'une émeute des ouvriers en soie réprimée par les troupes royales, les 35 Pennonages sont réduits à 28. Des ordonnances consulaires leur rappellent les règlements auxquels ils doivent obéir. À la fin de l'époque moderne, le rôle des pennons est mieux connu. Ils servent à la levée des taxes aux portes, à l'organisation des secours (en cas d'incendie, d'inondation, etc.), au recensement de la population, à la surveillance des suspects, à la remontée d'information et plus généralement à exécuter tous les ordres du consulat
Les pennons disparaissent à la Révolution française.

## Fête des Pennons de Lyon
Une association d'animation historique, la « Compagnie des Pennons de Lyon », a été créée en 1987 pour faire revivre l'histoire de leur cité. Elle fait partie du Comité des Fêtes de Lyon, et organise notamment la Fête Renaissance de Lyon.
L'organisation actuelle est basée sur celle de l'époque Renaissance : il s'agit d'une compagnie militaire dirigée par un Connétable, organisée par quartiers.
Il existe, en 2018, 12 Pennonages représentant soit,
- des quartiers de la Ville de Lyon :
  - Baraban (3e arr.)
  - Croix-Rousse (4e arr.)
  - Ménival (5e arr.)
  - Guillotière (7e arr.)
  - Chemin de Vienne (8e arr.)
  - Laënnec-Transvaal (8e arr.)
  - Bachut (8e arr.)
  - Vaise la Grande Claire (9e arr.)

- des métiers :
  - Albergeurs (hôtelliers-restaurateurs)
  - Métiers du fer
  - Métiers du cuir
  - Garde à cheval

## Rites et chant
Le Cri des Pennons :
À l'appel du grand chancelier « Avant Avant Avant Lyon ! », les participants répondent « Meilhor ! » (en portant la main droite sur le cœur). Il s’agissait du cri que poussaient les Lyonnais lors des différentes révoltes moyenâgeuses. 
C’est devenu la devise de la ville de Lyon sur son blason.
Le chant des pennons :
I.
De Saint-Michel à la Croix-Rousse
Et de Rue-Neuve aux Macchabés
Nous arrivons à la rescousse
Braves et gaillards, joyeux et gais
- Refrain -
Cré Dieu nom de non
Voilà les Pennons
Cré Dieu nom de non
Les Pennons de Lyon

II.
Nous protégeons les ménagères
Les affaneurs et les bourgeois
Nous gardons portes et charrères
Pennons au vent, en grand arroi
(Refrain)

III.
Derrière notre grand connétable
Nous marchons droit le ventre plein
Car il nous réunit à table
Pour festoyer, mener grand train
(Refrain)

IV.
La Sabaudine est notre bible
Notre trésor et notre foi
Notre colère serait terrible
Si d’aucuns trahissent nos droits.
(Refrain).

## Sources et bibliographie
- Patrice Béghain, Bruno Benoit, Gérard Corneloup, Bruno Thévenon, Dictionnaire historique de Lyon, Stéphane Bachès, 2009, Lyon, 1054 p.,  (ISBN 978-2-915266-65-8), p. 981
- Eugène Vial et Jean Tricou, Gens et choses de Lyon ; série posthume, Lyon, Société littéraire historique et archéologique de Lyon, 1945